# Tim Taylor (Eishockeyspieler, 1942)
Timothy Blake Taylor (*  26. März 1942 in Natick, Massachusetts; † 27. April 2013 in Branford, Connecticut) war ein US-amerikanischer Eishockeyspieler und -trainer. Er ist verwandt mit den ehemaligen Herausgebern des Boston Globe.

## Karriere als Spieler
Er spielte bei der Milton Academy, der Harvard University und bei den Waterloo Black Hawks, Warroad Lakers, Manchester Blackhawks und den Framingham Pics.

### International
In der US-Nationalmannschaft kam er 1965 und 1967 zu Einsätzen, wobei er 1964 als einer der letzten Spieler aus dem Kader für die Olympischen Winterspiele 1964 gestrichen wurde.

## Karriere als Trainer
Nach seiner Karriere als Spieler war er erst im Trainerteam der Harvard University, bevor er zwischen 1976 und 2006 Trainer der Eishockeymannschaft der Yale University war.

### International
Er war Trainer des US-Teams bei den Olympischen Winterspielen 1994, den Eishockey-Weltmeisterschaften 1989 bis 1992 und beim Canada Cup 1991.